# Cristóbal Muñoz (Fußballspieler, 1999)
Cristóbal Felipe Muñoz Vásquez (* 11. Oktober 1999) ist ein chilenischer Fußballspieler auf der Position eines Innenverteidigers.

## Karriere
Cristóbal Muñoz begann seine Karriere 2019 bei Audax Italiano und wurde im Mai 2021 in die Tercera División an Deportes Colchagua verliehen. Nach seiner Rückkehr zu Audax blieb er zunächst ohne viel Einsatzzeit, wurde aber in der Saison 2024 unter Trainer Francisco Arrué, der Muñoz aus seiner Zeit in Colchagua kannte, Stammspieler.